# Everywhere (Maaya Sakamoto)
Everywhere è il terzo greatest hits della cantante giapponese Maaya Sakamoto, pubblicato il 31 marzo 2010 dalla Flying DOG in occasione del quindicesimo anniversario dell'inizio della sua carriera.

## Tracce
CD 1
1. I.D.
2. Mameshiba (マメシバ)
3. Birds
4. Uchū Hikōshi no Uta (うちゅうひこうしのうた)
5. Yubiwa (23 Carat) (指輪 -23カラット-)
6. Kiseki no umi (奇跡の海)
7. Hemisphere (ヘミソフィア)
8. Kōcha (紅茶)
9. Kaze ga Fuku Hi (風が吹く日)
10. Gift
11. Pilot (パイロット)
12. Tune the Rainbow
13. Kazamidori (カザミドリ)
14. Yakusoku wa iranai (約束はいらない)
15. Loop, Sunset Side (ループ～sunset side)

CD 2
1. Magic Number (123! Mix)
2. Remedy
3. Hikari Are (光あれ)
4. Boku-tachi ga Koi o Suru Riyū (僕たちが恋をする理由)
5. Daniel (ダニエル)
6. Yucca (ユッカ)
7. Blind Summer Fish
8. Gravity
9. No Fear/Ai Suru Koto (NO FEAR／あいすること)
10. 30 Minutes Night Flight
11. Platinum (プラチナ)
12. Feel Myself
13. Universe (ユニバース)
14. Pocket o Kara ni Shite (ポケットを空にして)
15. Everywhere

## Classifiche
| Classifica           | Posizione massima |
| -------------------- | ----------------- |
| Oricon Weekly Albums | 3                 |